# 巴富拉贝

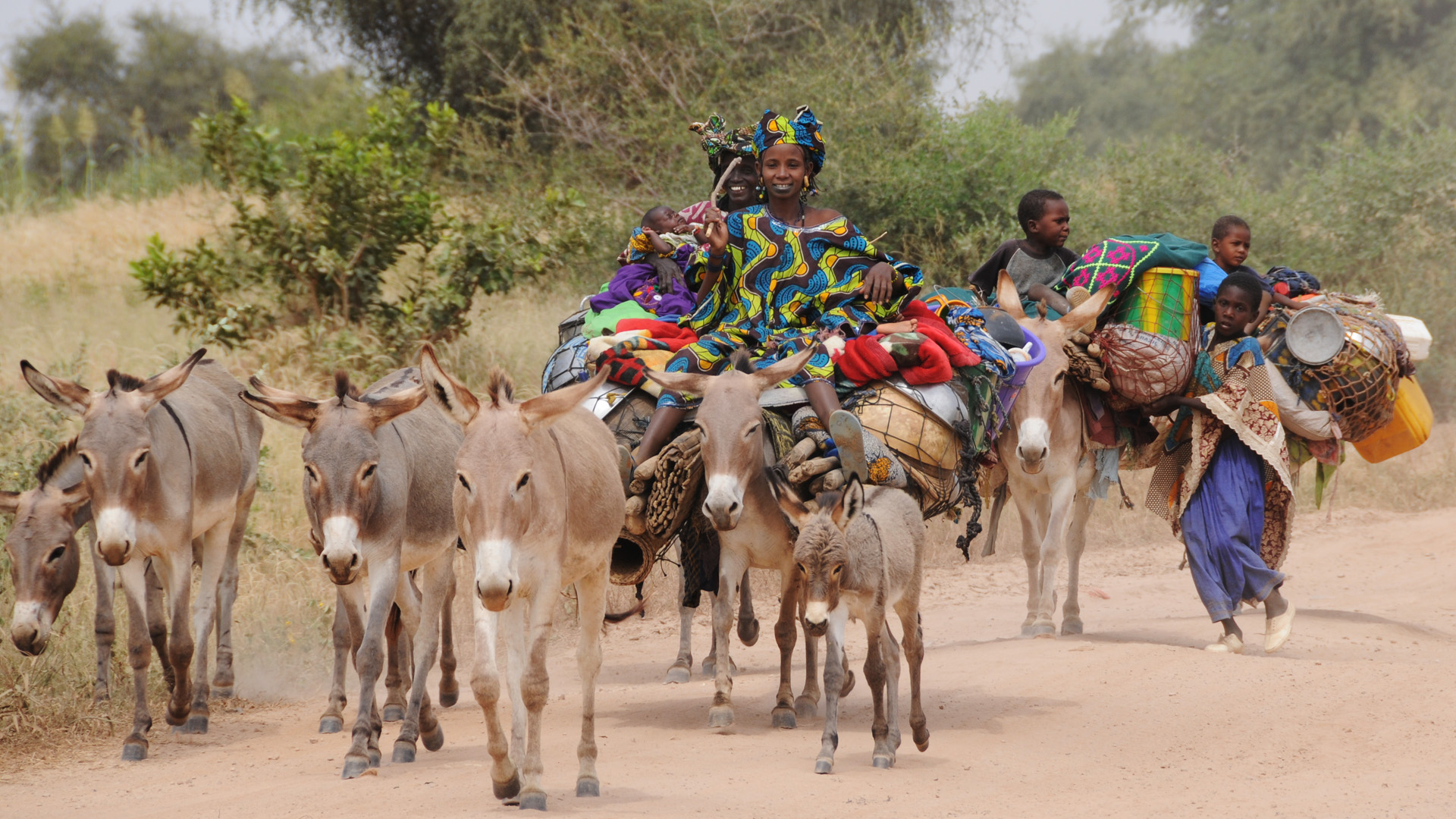
巴富拉貝的居民與驢子

巴富拉贝是位于马里西部卡伊区的一座城市，人口24,870人（2008年）。
巴科伊河和巴芬河在巴富拉贝汇流形成塞内加尔河。